# Han, hon och katten
Han, hon och katten (engelska: Touch and Go) är en brittisk Ealingkomedi från 1955, inspelad i Ealing Studios och i regi av Michael Truman.

## Handling
Jim Fletcher beslutar sig för att emigrera till Australien med familjen efter ett bråk med sin chef.

## Rollista i urval
- Jack Hawkins - Jim Fletcher
- Margaret Johnston - Helen Fletcher
- June Thorburn - Peggy Fletcher
- John Fraser - Richard Kenyon
- Roland Culver - Reg Fairbright
- Alison Leggatt - Alice Fairbright
- James Hayter - Kimball
- Bessie Love - Mrs. Baxter
- Liz Fraser - kvinnan på bron
- Alfred Burke - mannen på bron